# Brug 634
Brug 634 is een bouwkundig kunstwerk in Amsterdam Nieuw-West.
Het is een voetgangersbrug in het Sloterpark. In en om dat park werd in de periode rond 1974 een viertal bruggen aangelegd naar ontwerp van de Dienst der Publieke Werken. Brug 634 staat op stalen brugpijlers, maar bestaat voor de rest volledig uit hout. Kenmerkend voor bruggen in het Sloterpark van toen was het gebruik van dikke houten balken voor leuningen.  
Via brug 634 kunnen bezoekers vanaf de President Allendelaan dieper het Sloterpark in. De brug overspant een ringsloot in het park. 

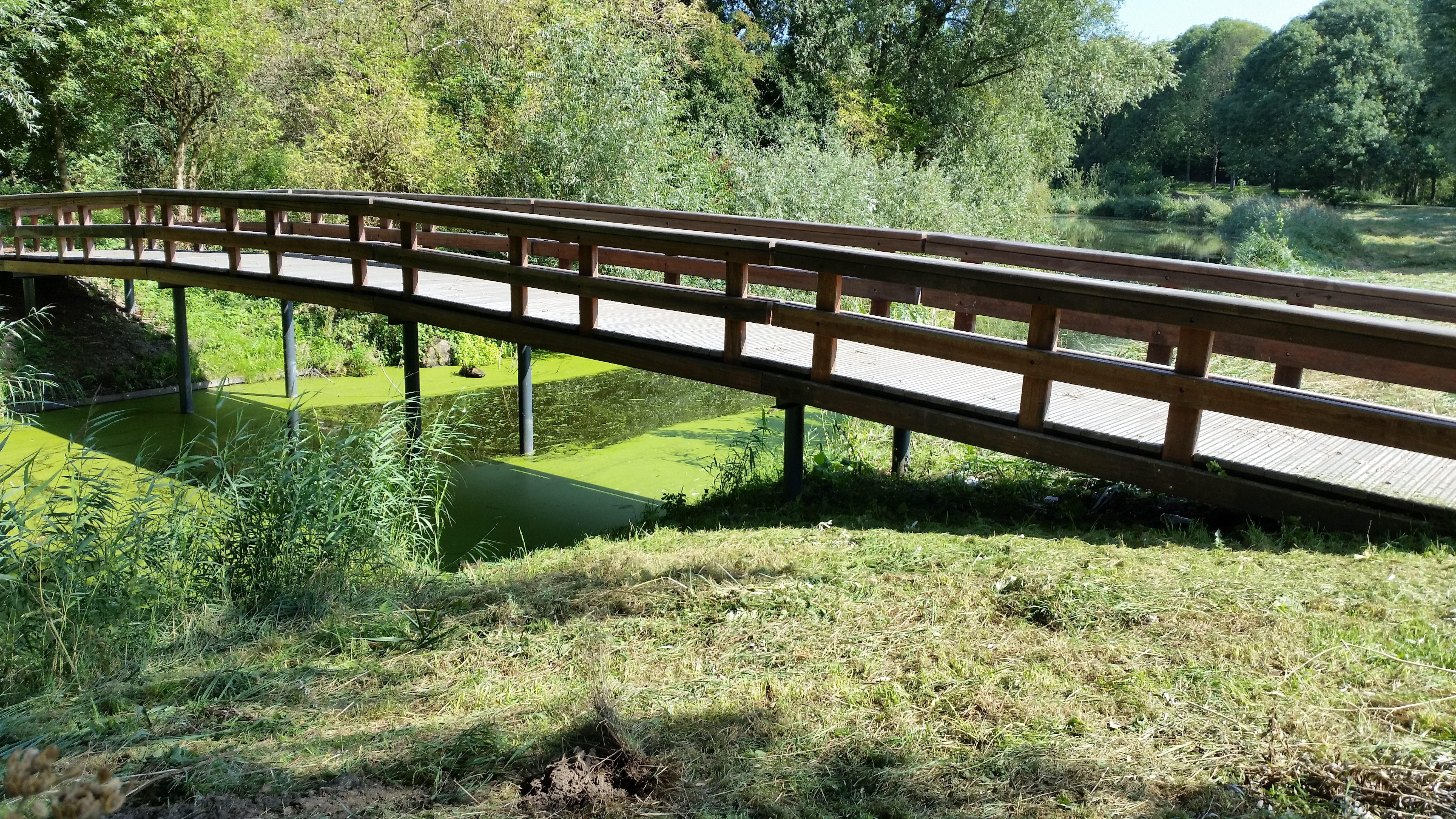
Zijaanzicht van Brug 634 (september 2020)

<<< · 600 · 601 · 602 · 603 · 604 · 605 · 606 · 607 · 608 · 609 · 610 · 611 · 612 · 613 · 614 · 615 · 616 · 617 · 618 · 619 · 620 · 621 · 622 · 623 · 624 · 626 · 627 · 628 · 629 · 630 · 631 · 632 · 633 · 634 · 635 · 636 · 637 · 638 · 639 · 643 · 651 · 652 · 653 · 655 · 656 · 657 · 658 · 659 · 660 · 661 · 662 · 663 · 664 · 665 · 666 · 667 · 668 · 669 · 670 · 671 · 673 · 674 · 675 · 676 · 677 · 678 · 679 · 681 · 682 · 683 · 684 · 685 · 687 · 688 · 689 · 690 · 691 · 692 · 695 · 696 · 699 · >>>
Verdwenen brugnummers: 625 (afgebroken brug Sam van Houtenstraat), 640, 644, 645, 646, 647, 648, 650, 672 (duiker Cornelis Lelylaan, Rembrandtpark), 694, 698.
Nooit gebouwd: 649, 680 (nooit gebouwde brug Sloterplas).
Brugnummers 641, 642, 654, 686, 693, 694 en 697 zijn onbekend.